# 시즈오카현 제3구
시즈오카현 제3구(静岡県 第3区)는 일본의 중의원 선거구이다. 1994년 공직선거법으로 신설되었다.

## 지역
- 하마마쓰시
  - 덴류구 일부
- 이와타시
- 가케가와시
- 후쿠로이시
- 오마에자키시 일부
- 기쿠가와시
- 슈치군